# Enneàedre

L'associahedre tridimensional, un exemple d'enneaedre

Un enneàedre o enneaedre és un políedre que té nou cares. Hi ha 2.606 tipus d'enneaedres convexos, cadascun dels quals té un patró diferent de configuracions de vèrtexs, arestes i cares. Cap d'ells és regular.